# Rod Laver Arena
Rod Laver Arena là một nhà thi đấu đa năng nằm trong Melbourne Park, ở Melbourne, Victoria, Úc. Nhà thi đấu là địa điểm chính của Giải quần vợt Úc Mở rộng, giải đấu quần vợt Grand Slam đầu tiên trong năm.

## Lịch sử

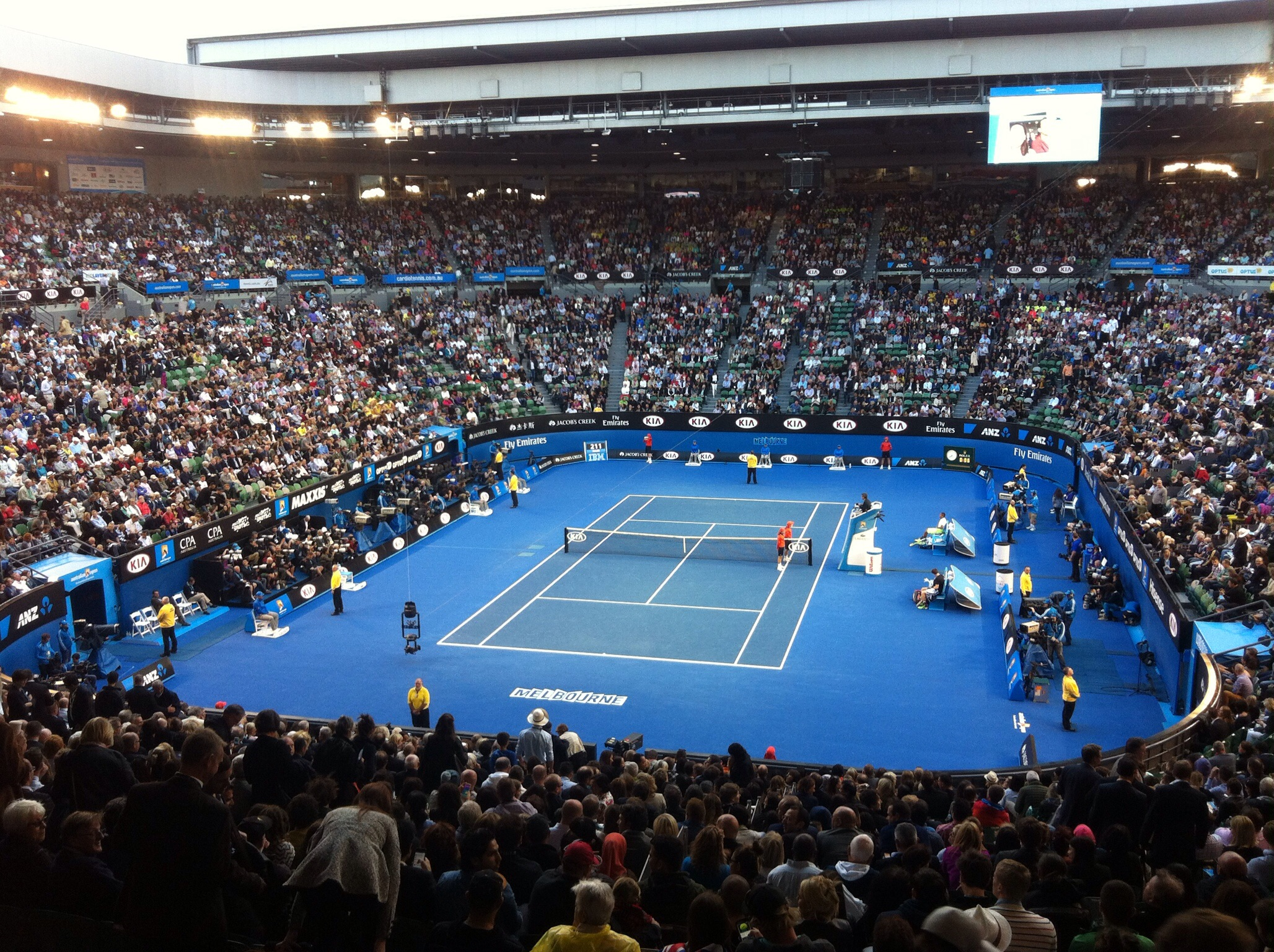
Rod Laver Arena tại Giải quần vợt Úc Mở rộng 2015

Thay thế cho Sân vận động Kooyong, nhà thi đấu được khởi công xây dựng vào năm 1985 và hoàn thành vào năm 1987 với chi phí để xây dựng là AU$94 triệu. Nhà thi đấu được khánh thành vào ngày 11 tháng 1 năm 1988 cho Giải quần vợt Úc Mở rộng 1988.
Tên gọi của nhà thi đấu ban đầu là Trung tâm Quần vợt Quốc gia tại Flinders Park, nhà thi đấu đã từng đổi tên chính thức 2 lần. Lần đầu vào năm 1996, khi nhà thi đấu đổi tên thành Sân Trung tâm, và một lần nữa vào ngày 16 tháng 1 năm 2000 để tôn vinh Rod Laver, tay vợt từng 3 lần vô địch Giải quần vợt Úc Mở rộng và là một trong những vận động viên quần vợt xuất sắc nhất thế giới.

## Tên gọi
- Trung tâm Quần vợt Quốc gia tại Flinders Park (11 tháng 1 năm 1988—28 tháng 1 năm 1996)
- Sân Trung tâm (29 tháng 1 năm 1996—15 tháng 1 năm 2000)
- Rod Laver Arena (16 tháng 1 năm 2000—nay)

## Kỷ lục khán giả

### Buổi hòa nhạc
- 12.173 - Blackpink, 13 tháng 6 năm 2019
- 23.145 - Blackpink, 10,11 tháng 6 năm 2023
- 16.183 – Justin Timberlake, 18 tháng 11 năm 2007
- 39.299 – Lady Gaga, 23, 24 tháng 3 năm 2010
- 42.765 – Green Day, 14, 16 tháng 12 năm 2009

### Bóng rổ
- National Basketball League
  - 15.366 – South East Melbourne Magic vs Melbourne Tigers, 22 tháng 6 năm 1996
- Quốc tế
  - 15.062 – Úc vs New Zealand, 15 tháng 8 năm 2015

### Quần vợt
- 14.820 – Giải quần vợt Úc Mở rộng / Davis Cup (nhiều)